# Carlos Alcalá Cordones
Carlos Antonio Alcalá Cordones, es un militar venezolano de la Fuerza Armada Nacional Bolivariana (FANB), fue alcalde del Municipio Vargas para el periodo (2013-2017).

## Vida
Estuvo en el Movimiento Bolivariano Revolucionario 200 (MBR200). En junio de 2012, fue nombrado Comandante del Ejército Nacional Bolivariano por el presidente Hugo Chávez. Fue ministro de Estado para la Región Estratégica de Desarrollo Integral Central en Venezuela.
El Departamento del Tesoro de los Estados Unidos colocó a Alcalá entre la lista de militares venezolanos asociados con el narcotráfico. El 8 de diciembre de 2013, con 70 861 votos fue elegido alcalde del Municipio Vargas.

## Condecoraciones
- Orden 4 de Febrero por Hugo Chávez Frías en 2010.[5]